# Professione solenne
Con professione solenne, nella Chiesa cattolica, si intende l'emissione in perpetuo dei voti religiosi (di povertà, castità ed obbedienza) da parte di chi entra in modo definitivo in un ordine religioso.
La professione solenne si distingue dalla professione temporanea, che è la professione dei voti religiosi per un determinato periodo di tempo (generalmente uno o tre anni).  Infatti il Codice di diritto canonico richiede che ogni candidato che entri in un Istituto di vita consacrata emetta dapprima i voti in forma temporanea, rinnovandoli per un certo numero di anni, da tre a nove, e in seguito li pronunci in modo definitivo.

## Professione "solenne" o "perpetua"?
Normalmente si preferisce riservare il termine di professione "solenne" alla aggregazione definitiva di un uomo o di una donna a un Ordine religioso, mentre per chi entra definitivamente in una Congregazione religiosa o in un Istituto secolare si parla piuttosto di professione "perpetua".
Questa differenza trovava la sua radice nella distinzione tra voti semplici e voti solenni (oggi del tutto desueta, tanto che l'attuale Codice di Diritto Canonico non l'affronta neppure): i primi non avevano una ricaduta civile, i secondi sì.
Oggi, dal punto di vista sia canonico sia liturgico, non esiste distinzione tra professione "solenne" e professione "perpetua" se non per l'uso che i diversi istituti religiosi fanno di un termine piuttosto che dell'altro.